# 長柄中
長柄中（ながらなか）は、大阪府大阪市北区の町名。現行行政地名は長柄中一丁目から長柄中三丁目。

## 地理
大阪市北区の北東部に位置する。北は淀川を挟んで東淀川区柴島、東は長柄東、西は長柄西、南は国分寺に接する。
地内は南北に長く、中央には城北公園通が東西に、東端には天満橋筋が南北に走る。

### 河川
- 淀川

## 歴史
- 長柄 (大阪市)#歴史を参照。

## 世帯数と人口
2019年（平成31年）3月31日現在の世帯数と人口は以下の通りである。
| 丁目         | 世帯数    | 人口    |
| ------------ | --------- | ------- |
| 長柄中一丁目 | 622世帯   | 895人   |
| 長柄中二丁目 | 566世帯   | 964人   |
| 長柄中三丁目 | 527世帯   | 793人   |
| 計           | 1,715世帯 | 2,652人 |

### 人口の変遷
国勢調査による人口の推移。
| 1995年（平成7年）  | 2,657人 | [ 5 ] |  |
| 2000年（平成12年） | 2,588人 | [ 6 ] |  |
| 2005年（平成17年） | 2,796人 | [ 7 ] |  |
| 2010年（平成22年） | 2,750人 | [ 8 ] |  |
| 2015年（平成27年） | 2,762人 | [ 9 ] |  |

### 世帯数の変遷
国勢調査による世帯数の推移。
| 1995年（平成7年）  | 1,303世帯 | [ 5 ] |  |
| 2000年（平成12年） | 1,404世帯 | [ 6 ] |  |
| 2005年（平成17年） | 1,558世帯 | [ 7 ] |  |
| 2010年（平成22年） | 1,594世帯 | [ 8 ] |  |
| 2015年（平成27年） | 1,686世帯 | [ 9 ] |  |

## 学区
市立小・中学校に通う場合、学区は以下の通りとなる。北区内の全ての市立中学校と、大阪市内の小中一貫校が対象で学校選択が可能（抽選を実施）。
| 丁目         | 番                 | 小学校               | 中学校               |
| ------------ | ------------------ | -------------------- | -------------------- |
| 長柄中一丁目 | 全域               | 大阪市立豊崎東小学校 | 大阪市立新豊崎中学校 |
| 長柄中二丁目 | 5番（一部） 6～8番 | 大阪市立豊仁小学校   | 大阪市立新豊崎中学校 |
| 長柄中二丁目 | その他             | 大阪市立豊崎東小学校 | 大阪市立新豊崎中学校 |
| 長柄中三丁目 | 全域               | 大阪市立豊仁小学校   | 大阪市立新豊崎中学校 |

## 事業所
2016年（平成28年）現在の経済センサス調査による事業所数と従業員数は以下の通りである。
| 丁目         | 事業所数  | 従業員数 |
| ------------ | --------- | -------- |
| 長柄中一丁目 | 53事業所  | 295人    |
| 長柄中二丁目 | 42事業所  | 196人    |
| 長柄中三丁目 | 47事業所  | 327人    |
| 計           | 142事業所 | 818人    |

## 施設

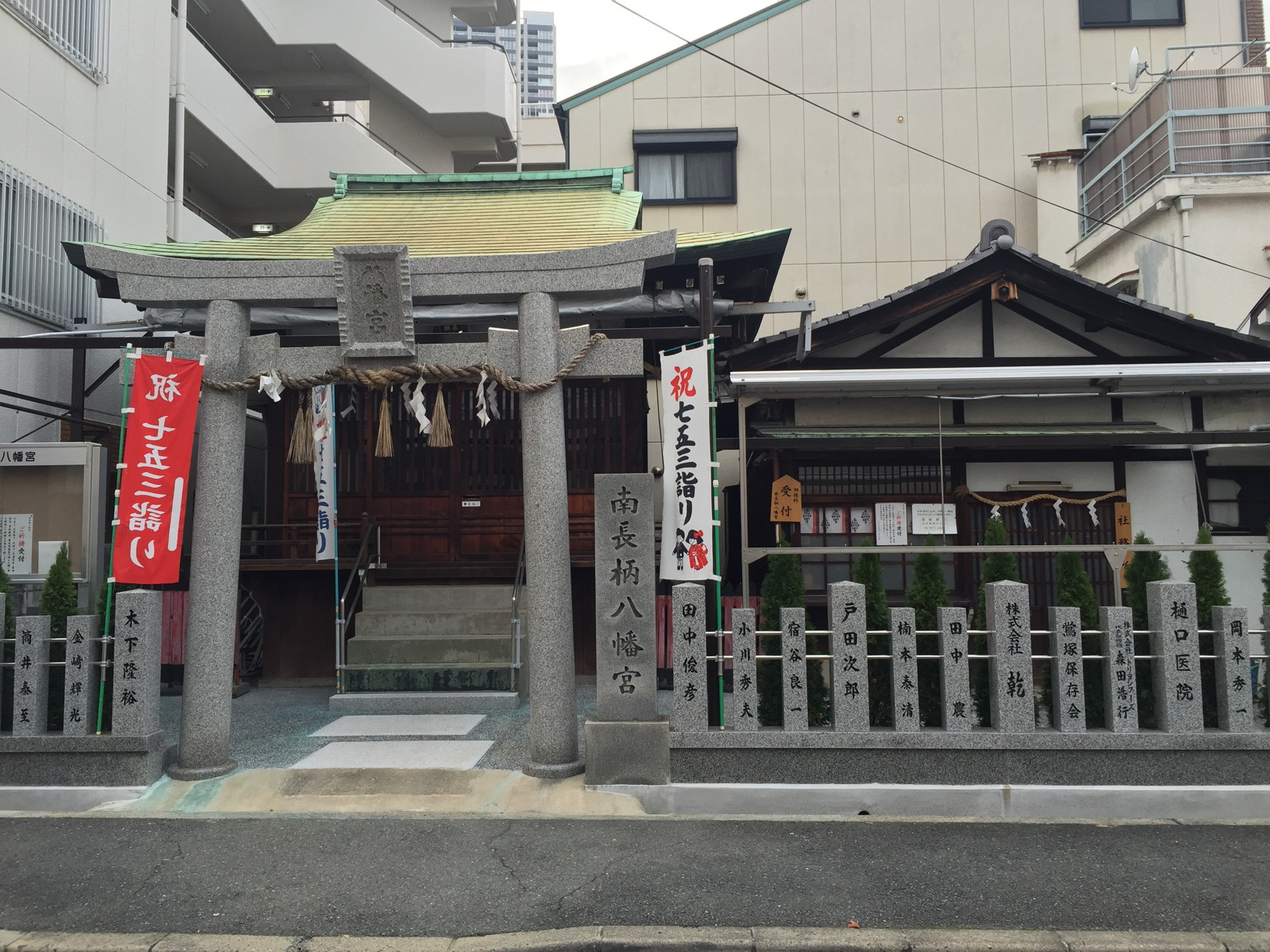
南長柄八幡宮

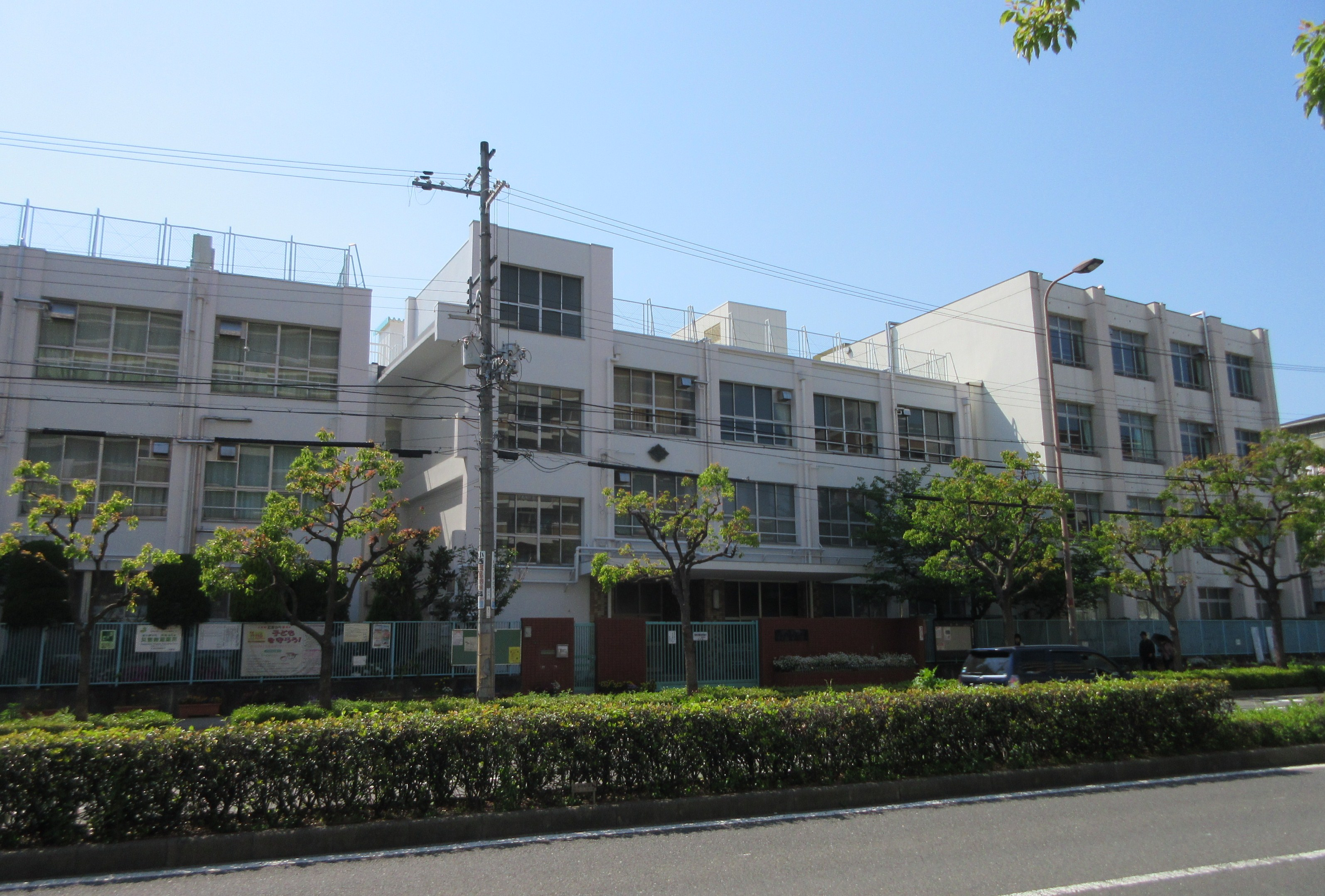
大阪市立豊崎東小学校

### 公園
- 淀川河川公園長柄地区

### 社寺
- 長柄八幡宮
- 南長柄八幡宮

### 教育機関
- 大阪市立豊崎東小学校

## 交通

### 鉄道
- 地内に駅はなく、大阪市高速電気軌道堺筋線・谷町線、阪急電鉄「天神橋筋六丁目駅」が最寄り駅である。

### 道路
高速道路
- 阪神高速12号守口線 長柄出入口

主要地方道
- 大阪市道中津太子橋線（城北公園通）
- 天満橋筋

## その他

### 日本郵便
- 〒531-0062[3]（集配局：大阪北郵便局[12]）